# Narcissus abscissus
Narcissus abscissus är en amaryllisväxtart som först beskrevs av Adrian Hardy Haworth, och fick sitt nu gällande namn av Schult. och Julius Hermann Schultes. Narcissus abscissus ingår i släktet narcisser, och familjen amaryllisväxter. Inga underarter finns listade i Catalogue of Life.